# Städtische Galerie Delmenhorst

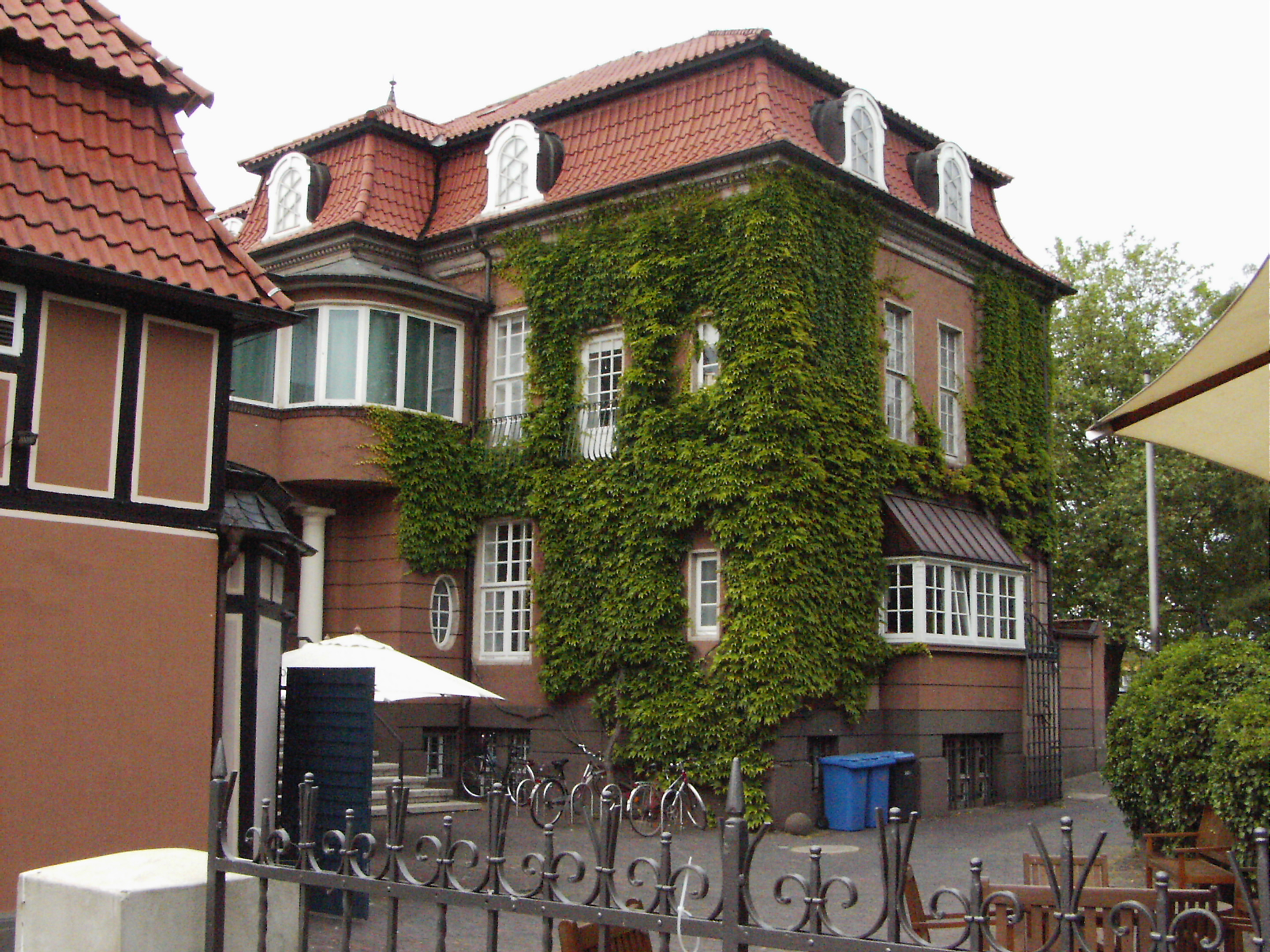
Haus Coburg vom Hof aus gesehen (2010)

Das Haus Coburg | Städtische Galerie Delmenhorst ist eine Institution für internationale Kunst des 20. und 21. Jahrhunderts. Es bietet wechselnde Einzel- und Gruppenausstellungen sowie Präsentationen der Sammlung zeitgenössischer Kunst im Sinne der Kunstvermittlung. Es befindet sich in der Fischstraße 30 in Delmenhorst-Mitte.  
Das Bauwerk ist ein Baudenkmal in Delmenhorst.

## Geschichte
Die Galerie ist seit 1974 in einer von dem Bremer Architekten Heinz Stoffregen (1879–1929) für den Fabrikarzt der Nordwolle, Sanitätsrat Hermann Coburg (1861–1934), 1905 erbauten Villa im Jugendstil untergebracht. Schon ab 1961 wurde in der Villa die Privatgalerie Pro arte eröffnet. 1973 wurde das Haus an die Stadt Delmenhorst verkauft. Erster Leiter der nunmehr Städtischen Galerie Delmenhorst war ab 1974 Hans Stephan. Eine Ausstellung Otto und Christian Modersohn fand im Jahre 1985 statt.
Unter der Leitung von Barbara Alms wurde das Haus umgebaut und 1998 um das Kunstmuseum Sammlung Stuckenberg erweitert, welches die Klassische Moderne rund um den Sturm-Künstler Fritz Stuckenberg präsentiert. Es wurde ein musealer Bestand aufgebaut.
Im Museum finden Einzel- und Gruppenausstellungen statt.

## Sammlungen

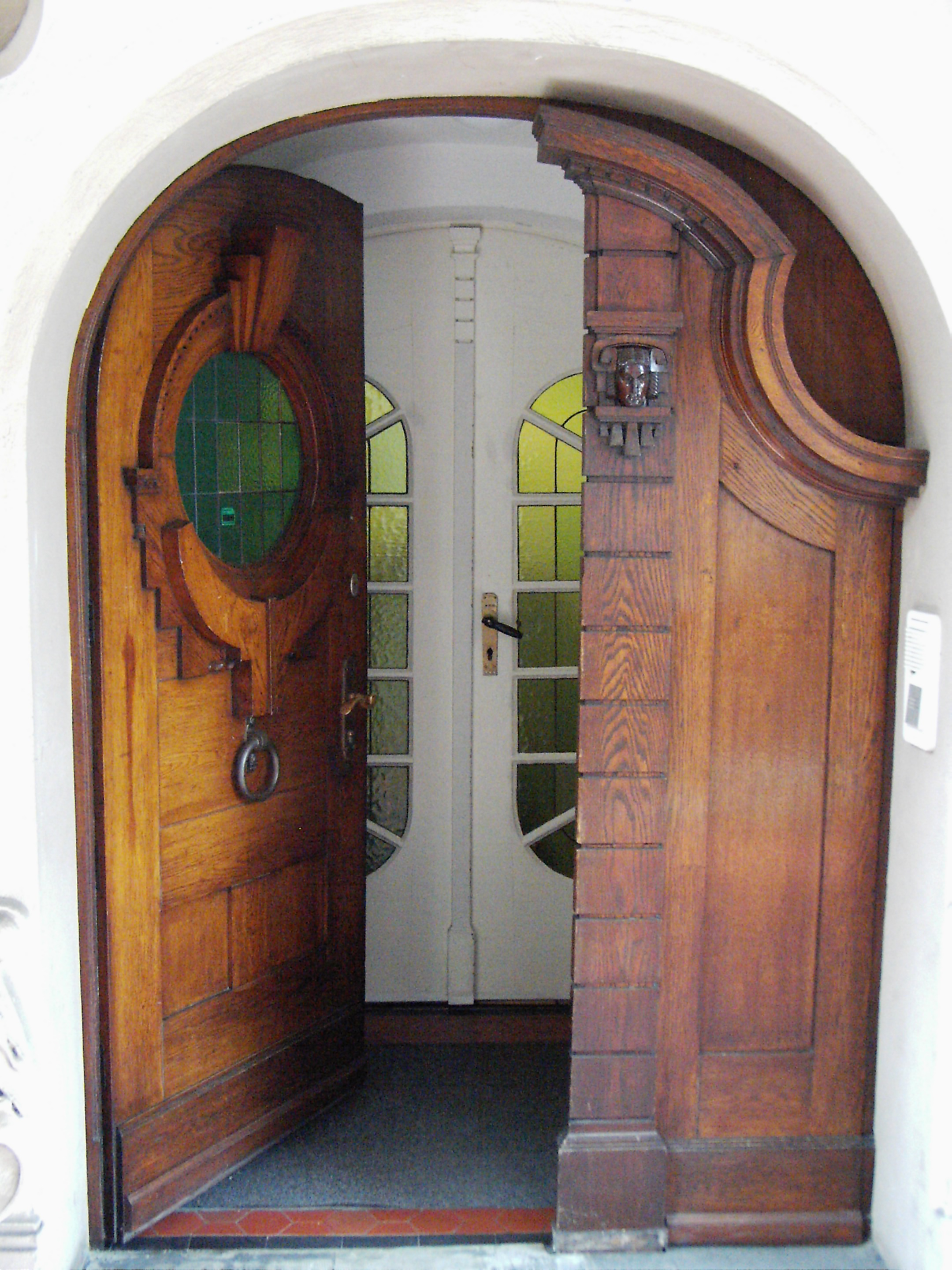

Das Kunstmuseum besitzt seitdem drei Sammlungsschwerpunkte der Klassischen Moderne: 
1. als Kernbestand die Werke des Sturm-Künstlers Fritz Stuckenberg (1881–1944)
2. Grafische Werke von Künstlern wie Archipenko, Campendonk, Feininger, Itten, Kandinsky, Kirchner, Klee, Kupka, August Macke, Franz Marc, Kurt Schwitters u. a.
3. Grafische Werke der französischen Moderne von Cézanne, Bernard, Pierre Bonnard, Denis, Robert Delaunay, Dufy, Maillol, Utrillo, Suzanne Valadon u. a.

Themenausstellungen zur gegenwärtigen Kunst beschäftigten sich mit den medialen Veränderungen (1998), den Transformationsprozessen der zeitgenössischen Stadt (2002) und Zeichnung heute (2004). Ein Zyklus von Ausstellungen thematisierte verschiedene Aspekte des Realismus in der Gegenwartsmalerei und die Tendenzen der Wiederkehr romantischer und klassischer Ästhetik. Das Jahr 2006 war ausschließlich der Fotografie gewidmet (Jahr der Fotografie). Anfang 2007 wurde unter der Schirmherrschaft von UNICEF ein temporäres Kindermuseum (Kinder-Coburg) eröffnet.
Zu Fritz Stuckenberg kehrte die Städtische Galerie im Oktober 2007 mit der Ausstellung Paris leuchtet zurück, die seinen Aufenthalt 1907 bis 1912 in der damaligen Kunsthauptstadt und die revolutionären Kunstentwicklungen der glanzvollen Epoche der Moderne thematisierte. Seit 2008 finden regelmäßig Ausstellungen der Malereiklassen der norddeutschen Kunstakademien statt. Das Kunstmuseum besitzt nun auch eine Sammlung zeitgenössischer Zeichnungen.

## Leitung der Städtischen Galerie Delmenhorst
- 1974–1989: Hans Stephan
- 1989–2010: Barbara Alms
- 2011–2021: Annett Reckert
- seit 2021: Matilda Felix